# Al Hodge
Al Hodge (Bodmin, 1951 – 6 juli 2006) was een Amerikaanse rockgitarist en songwriter, die succes had met Rock N Roll Mercenaries, een nummer dat werd opgenomen door Meat Loaf en John Parr in 1986. Hodge schreef het lied samen met de Amerikaan Michael Ehmig.

## Biografie
Hodge was een van de meest succesvolle singer-songwriters die de afgelopen jaren uit Cornwall kwam. Veertig jaar lang speelde Hodge, geboren in Bodmin, voornamelijk in pubs en clubs. Tijdens de jaren 1960 was hij gitarist bij de band Onyx. Eind jaren 1970 was hij lid van de softrockband Rogue. Hij deed ook sessiewerk met Toyah Willcox, Sad Café, Randy Crawford, Linda Ronstadt, Clifford T. Ward en Suzi Quatro. Hodge was gitarist bij Leo Sayer van 1981 tot 1985. Hij was ook gitarist bij Elkie Brooks in 1999 en 2000. Hij schreef muziek voor tal van tv-programma's en verscheen bij vele tv-shows in heel Europa.
Tijdens de jaren voor zijn dood onderrichtte hij veel jonge gitaristen in Cornwall.
In juli 2007 werd het eerste Alstock-festival te zijner nagedachtenis gehouden met een van de bands, bestaande uit Al Hodge's studenten. In juni 2008 vond de tweede Alstock plaats in Bodmin met een veel grotere bezetting van plaatselijke bands en wordt nu elk jaar gehouden op de laatste zaterdag in juli.

## Overlijden
Al Hodge overleed in juli 2006 op 55-jarige leeftijd na een twee jaar durend gevecht tegen kanker.